# Broken Sword: The Angel of Death
| Mottagande      | Mottagande    |
| Samlingsbetyg   | Samlingsbetyg |
| Tjänst          | Betyg         |
| --------------- | ------------- |
| Metacritic      | 73/100        |
| Recensionsbetyg |               |
| Publikation     | Betyg         |
| Eurogamer       | 7/10          |
| PC Zone         | 7.8/10        |

Broken Sword: The Angel of Death är det fjärde spelet i Broken Sword-serien. Den här gången handlar det om Anna-Maria som ber George om hjälp att hitta hennes manuskript.